# Devour the Day
Devour the Day est un groupe américain de hard rock, originaire de Memphis, dans le Tennessee. Il est formé en 2012 par Joey « Chicago » Walser et Blake Allison, anciens membres d'Egypt Central.

## Historique

### Formation (2012)
Après plus d'un an d'inactivité pour le groupe Egypt Central, le chanteur John Falls et le guitariste Jeff James annonce, le 3 décembre 2012, ne pas continuer l'aventure d'Egypt Central, révélant la dissolution du groupe. La fin d'Egypt Central et le début de Devour the Day sont annoncés simultanément via une lettre écrite par Joey Chicago et postée sur la page Facebook d'Egypt Central.

### Time and Pressure(2013-2015)
Walser et Allison commencent à travailler leur premier album en 2012 avec le producteur Skidd Mills pour une sortie au printemps 2013. Walser et Allison annoncent que le groupe sera accompagné, lors des tournées, du guitariste Jeff James et du batteur Dustin Schoenhofer (Walls of Jericho, Bury Your Dead).
Leur premier album, Time and Pressure, est publié le 7 mai 2013. Le premier single issu de cet album, Good Man, est lancé à la radio le 29 mars 2013. Le groupe passe la plupart de l'année 2013 en tournée, avec des groupes tels que Pop Evil, Hinder, Sevendust, Otherwise, Theory of a Deadman, Candlebox, Trapt, et Sick Puppies. Le 14 janvier 2014, le groupe réédite cet album en version remasterisée, accompagnée d'un morceau bonus, Check Your Head, et d'une version acoustique de Good Man.

### S.O.A.R.(depuis 2016)
Le 10 février 2015 Devour the Day sort un single Faith tiré de leur prochain album, S.O.A.R., qui sortira le 1er avril 2016. Un autre single, Lightning in the Sky, sortira également au début de 2016.

### Signals(2018)
Le 17 août 2018, leur nouveau single "The Censor" sort. Leur nouvel album Signals sortira quant à lui le 26 Octobre.

### Hiatus (2019-...)
Le 6 Juin 2019, Egypt Central, précédent groupe de Joey « Chicago » Walser et Blake Allison, sort un nouveau single, "Raise the Gates", suivi de "Dead Machine" le 5 juillet, confirmant ainsi les rumeurs persistantes de réunion du groupe. Cette réunion de Egypt Central marquant, de fait, un hiatus pour Devour the Day.

## Membres

### Membres actuels
- Joey « Chicago » Walser - basse, chœurs
- Blake Allison - chant, guitare rythmique
- Ronnie Farris - batterie
- David Hoffman - guitare solo

### Anciens membres de tournée
- Jeff James - guitare solo (2013)
- Dustin Schoenhofer - batterie (2013)

## Discographie

### Albums studio
- 2013 : Time and Pressure (remasterisé 14 janvier 2014)
- 2016 : S.O.A.R.
- 2018 : Signals

### Singles
- 2013 : Good Man (No. 9 Mainstream Rock)
- 2014 : Move On (No. 27 Mainstream Rock)
- 2014 : Respect (No. 20 Mainstream Rock[5])
- 2015 : Faith (No. 15 Mainstream Rock[6])
- 2016 : Lightning in the Sky (No. 22 Mainstream Rock)